# Svizzera all'Eurovision Song Contest 1967
La Selezione Svizzera per l'Eurofestival 1967 si svolse a Locarno il 21 gennaio 1967.

## Canzoni in ordine di presentazione
| Posizione | Canzone                  | Artista        |
|           | Toi                      | Eveline Anden  |
|           | Karussell - karussell    | Brigitt Petry  |
|           | Farò come vuoi           | Milena         |
| 1.        | Quel coeur vas-tu briser | Géraldine      |
|           | Abendwind                | Elisa Gabbai   |
|           | Non pensiamoci più       | Anita Traversi |